# Группа армий «Курляндия»
Группа армий «Курляндия» (нем. Heeresgruppe Kurland) — оперативно-стратегическое объединение войск Германии во Второй мировой войне на северном участке Восточного фронта в 1945 году.

## История группы армий
25 января 1945 года отступившая в Курляндию Группа армий «Север» была переименована в Группу армий «Курляндия». Держала оборону в Курляндском котле. Большая часть группы армий капитулировала перед советскими войсками 10 мая 1945 года, после объявленного 7 мая ультиматума.

## Состав группы армий
- 16-я армия
  - 16-й армейский корпус
    - 81-я пехотная дивизия
    - 21-я авиаполевая дивизия
    - 300-я запасная дивизия

  - 38-й армейский корпус
    - 122-я пехотная дивизия
    - 290-я пехотная дивизия
    - 329-я пехотная дивизия

  - 6-й армейский корпус СС
    - 12-я танковая дивизия
    - 19-я добровольческая пехотная дивизия СС (2-я латышская)
    - 24-я пехотная дивизия
- 18-я армия
  - 1-й армейский корпус
    - 132-я пехотная дивизия
    - 218-я пехотная дивизия

  - 2-й армейский корпус
    - 263-я пехотная дивизия
    - 563-я пехотная дивизия народного ополчения

  - 10-й армейский корпус
    - 30-я пехотная дивизия
    - 87-я пехотная дивизия
    - 126-я пехотная дивизия
    - 12-я полевая дивизия

## Командующие группой армий
- С 30 января 1945 — генерал-полковник Генрих фон Фитинхоф
- С 10 марта 1945 — генерал-полковник Лотар Рендулич
- С 25 марта 1945 — генерал пехоты Карл Хильперт (с 1 мая 1945 — генерал-полковник)